# النشيد الوطني البرازيلي

رمز الجمهورية البرازيلية

النشيد الوطني البرازيلي لحن على يدي فرانسيسكو مانيول دي سيلفا في 1882 وبعد الكثير من التغيرات في النشيد في 1922 اعتمد كنشيد رسمي لجمهورية البرازيل على يدي جواكيم دوكي استرادا ولحن نشيد يميل إلى النغمات الإيطالية الرومانسية كالحان الموسيقار جواكينو روسيني.

## وصلات خارجية
- صفحة الحكومة البرازيلية
- النشيد الوطني (يوتيوب) على يوتيوب